# Светещо море
Светещо море е нощно морско явление, предизвиквано от намиращите се на повърхността на водата светещи организми. Светлината на организмите се стимулира от механични фактори (движение на водата в места на срещащи се морски течения, при вълнение, от движението на кораби, допира на организми едни с други и др.) или възниква като реакция на светлина, излъчвана от други организми. Явлението светещо море се наблюдава повсеместно, с изключения в силно опреснени води, като то особено често се среща в тропичните и умерените райони (Аденски и Бискайски заливи, крайбрежията на Индия, Северна Африка и др.). Територията на светещото море може да обхване площ до стотици km² или да се наблюдава като отделни петна или ивици. Различават се два вида светещо море: млечно светещо море, предизвикано предимно от бактерии, искрящи от натрупването на малки планктонни организми (динофитови водорасли, различни малки рачета и др.) и изригващо светещо море, предизвикано от сравнително големи животни – медузи, гребенести (ктенофори), пиросоми и др. Яркостта на светлината може да достигне 0,1 – 0,3 kj/m². Светещото море има значение за корабоплаването през нощта (ясно се откроява бреговата линия и плитчините, а понякога създава лъжливо впечатление за плитководни рифове), риболова (лесно откриване на рибните пасажи), при военно-морски действия (демаскировка на подводници, торпеда, кораби).

## Вижте още
- Биолуминесценция
- Луциферини